# Герлах, Гельмут Георг фон
Гельмут Георг фон Герлах (нем. Hellmut Georg von Gerlach; 2 февраля 1866[…], Moczydlnica Klasztorna, Волувский повят — 1 августа 1935, Париж) — немецкий политик, журналист, публицист, редактор и юрист.

## Биография
Гельмут Герлах родился 2 февраля 1866 года в Силезии в семье помещика Макса фон Герлаха (1832–1909) и его жены Велли (урожденной Пейер; 1837–1899). Его дедом по отцовской линии был Карл фон Герлах (1792–1863), начальник полиции в Берлине, президент округа в Кельне и Эрфурте, а прадедом по материнской линии был немецкий агроном Иоганн Готлиб Коппе (1782–1863).
Учился в средней школе в Волау, затем изучал право в Женеве, Страсбурге, Лейпциге и Берлине после чего Герлах поступил на прусскую государственную службу; во время учёбы он стал членом VDSt. Первые шаги в периодической печати он сделал как сотрудник журнала «Deutsches Adelsblatt».
Сперва Герлах работал юристом-стажером в Люббене, Берлине, Шлезвиге и Магдебурге. Затем он стал правительственным заседателем и заместителем окружного администратора округа Лауэнбург в Ратцебурге. 
В 1892 году фон Герлах оставил государственную службу, чтобы посвятить себя политической и журналистской деятельности. 
Сначала Герлах был близок к христианско-социальному, антисемитскому крылу консерваторов Адольфа Штёккера, а затем примкнул к Национал-социальной ассоциации пастора Фридриха Наумана; в 1903 году он был единственным членом этой партии, избранным в рейхстаг.
В дальнейшем Гельмут Георг фон Герлах занял видное место в рядах свободомыслящей интеллигенции дореволюционной Германии, в особенности после того, как он стал во главе радикальной еженедельной газеты «Die Welt am Montag». Передовицы Герлаха, бичевавшие внешнюю и внутреннюю политику Вильгельма II, иногда становились катализатором крупных политических событий. 
В 1904 году Гельмут фон Герлах женился на Хедвиг Визель (нем. Hedwig Wiesel; 1874–1956), которая родила ему сына и дочь. 

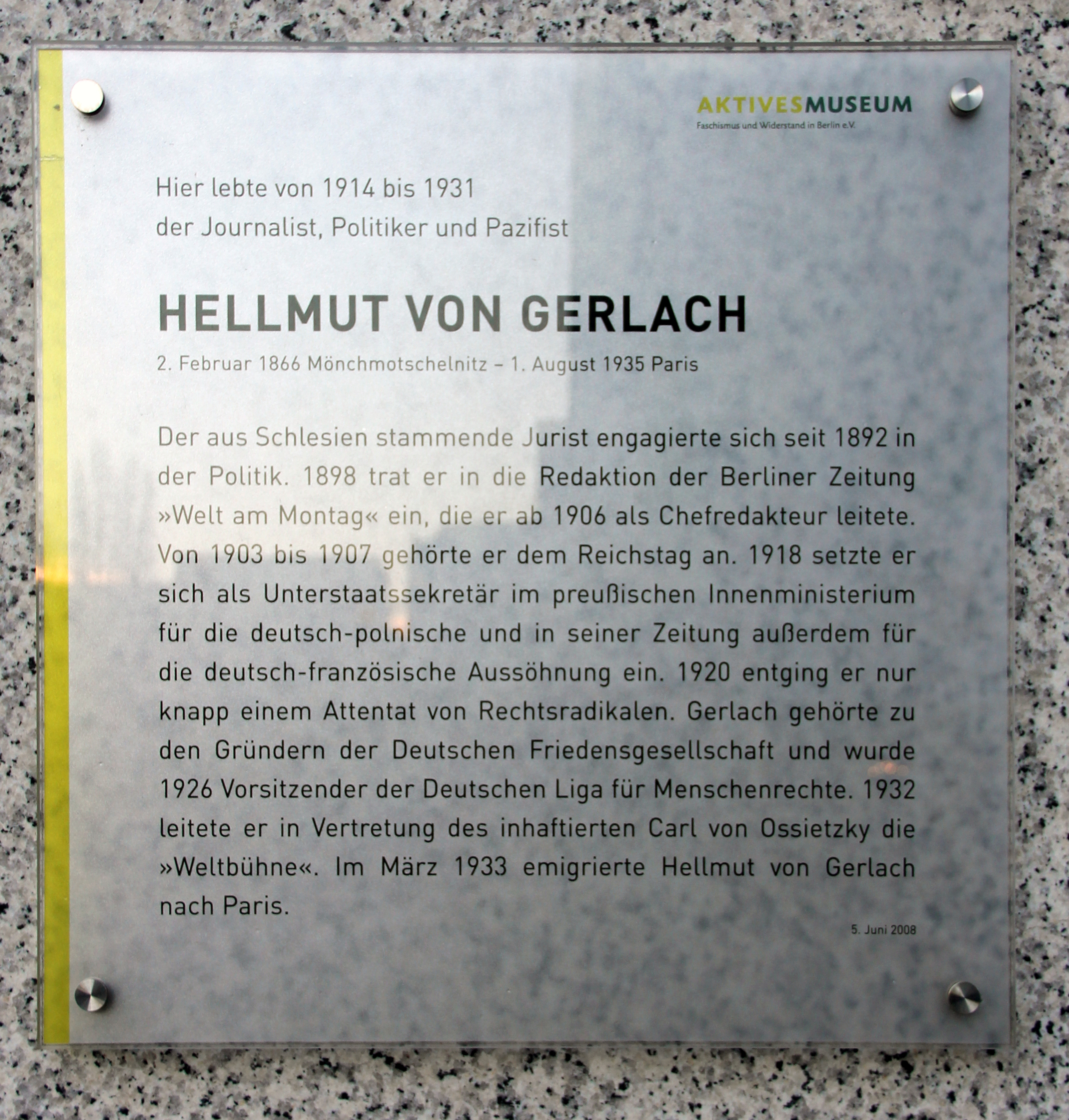
Памятная доска в Тиргартене

В 1908 году он стал соучредителем Демократического союза.
Во время Первой мировой войны Герлах занял пацифистскую позицию. В первые годы Веймарской республики, вместе с Науманном он стал одним из основателей Немецкой демократической партии (ДДП), которая исповедовала ключевые принципы либерализма. 
После Ноябрьской революции Герлах был назначен товарищем (заместителем) министра внутренних дел Пруссии и германским уполномоченным для переговоров с поляками в Познани. Однако, Герлах не сумел найти контакта с революционными элементами новой Германии, а буржуазные круги отшатнулись от него, считая, что его пацифистская пропаганда и утверждение, будто Германия — единственная виновница войны, являются государственной изменой. Одновременно стали распространяться слухи о связи Герлаха с французским и чешским правительствами, будто бы субсидирующими издание его газеты. В результате всего этого политическое влияние Герлаха существенно снизилось. 
Согпасно «БСЭ», Герлах, как политик, «был близок к социал-демократии и враждебно настроен против СССР»; по религиозным убеждениям являлся протестантом.
В 1919 году Герлах вошел в правление Международного бюро мира. Как журналист он выступал против тех, кто все ещё благоволил к немецкой монархии. В 1926 году он стал председателем Немецкой лиги прав человека.
В 1933 году по решению национал-социалистического правительства был лишён немецкого подданства и тем самым стал апатридом.
Гельмут Георг фон Герлах скончался 1 августа 1935 года в городе Париже.

## Избранные труды
- Sozialdemokratisch oder nationalsozial. Redekampf zwischen Molkenbuhr und von Gerlach zu Emden am 15. November 1899. Emden 1900.
- Die freisinnige Vereinigung im Parlament. Berlin 1907.
- Das Parlament. Rütten und Loenig, Frankfurt am Main 1907.
- Die Geschichte des preußischen Wahlrechts. Buchverlag Die Hilfe, Berlin-Schöneberg 1908.
- August Bebel. Ein biographischer Essay. Langen Verlag, München 1909. Digitalisat.
- Meine Erlebnisse in der Preußischen Verwaltung. Die Welt am Montag, Berlin 1919.
- Der Zusammenbruch der deutschen Polenpolitik. Neues Vaterland, Berlin 1919.
- Hrsg.: Briefe und Telegramme Wilhelms II. an Nikolaus II (1894–1914). Wien 1920.
- Ein Bekenntnis deutscher Schuld: Beiträge zur deutschen Kriegsführung. Hrsg. von Walter Oehme. Mit einem Vorwort von Helmut von Gerlach, Neues Vaterland, Berlin 1920.
- Die deutsche Mentalität. 1871–1921. Friede durch Recht, Ludwigsburg 1921.
- Erinnerungen eines Junkers. Welt am Montag, Berlin 1924[17].